# 홍천군 (1988년 선거구)
홍천군은 대한민국의 옛 국회의원 선거구이다. 당시 강원도 홍천군 지역을 관할했다.

## 역사
제13대 국회의원 선거를 앞두고 원주시·원성군·홍천군·횡성군 선거구에서 분리되면서 신설되었다.
제15대 국회의원 선거를 앞두고 횡성군 지역과 함께 홍천군·횡성군 선거구를 구성하게 되며 폐지되었다.

## 역대 국회의원
| 선거   | 정당 | 정당       | 의원   |
| ------ | ---- | ---------- | ------ |
| 1988년 |      | 민주정의당 | 이응선 |
| 1992년 |      | 통일국민당 | 조일현 |

## 역대 선거 결과

### 대한민국 제13대 국회의원 선거
|  | 43.40% |

|  | 19.14% |

|  | 15.66% |

|  | 15.20% |

|  | 3.36% |

|  | 3.22% |

### 대한민국 제14대 국회의원 선거
|  | 52.77% |

|  | 36.19% |

|  | 9.00% |

|  | 1.03% |

|  | 0.99% |